# すたじおもみじ
すたじおもみじは、アダルトゲーム開発を主体とする日本の同人サークル。

## 概要
2010年設立。デビュー作「危険日狙って!? 孕ませ学園」がダウンロード販売サイト・Gyutto.comの年間ランキングで3位を獲得し、2011年にMOODYZより実写AV化されるなど人気を博している。
開発作品の販売方式はダウンロード販売と同人ショップを通じたパッケージ販売が中心であるが、2012年のコミックマーケット82ではかつてアダルトゲームを開発していた株式会社キューマックス（福岡市博多区）の元スタッフが立ち上げたサークル・ディーゼルマインとの結合サークルとして参加した。

## スタッフ
- Po*
- アメフラシ
- 松犬

シナリオは各タイトル毎に外注スタッフが担当している。また、原画もサークル外のスタッフが担当する場合が有る。

## タイトル一覧
- 危険日狙って!? 孕ませ学園（ダウンロード版：2010年9月10日/パッケージ版：2010年10月29日）
- セリフで感じて! 声優どうし（ダウンロード版：2010年11月19日/パッケージ版：2010年12月30日）
- 危険日狙って!? 孕ませ学園2（ダウンロード版：2011年2月11日/パッケージ版：2011年2月25日）
- for your smile 〜あなたのことは、好きでした〜（ダウンロード版：2011年3月18日/パッケージ版：2011年4月28日）
- びんかん! 彼女 〜オレの清楚な彼女は敏感すぎてすぐにアヘっちゃう!?〜（ダウンロード版：2011年5月27日/パッケージ版：2011年6月24日）
- 捕食ゲーム 〜生きたまま丸呑み〜（ダウンロード版：2011年9月16日/パッケージ版：2011年10月28日）
- 高貴なお嬢様を片っ端から孕ませたら、どうなるか?（ダウンロード版：2011年12月30日/パッケージ版：2012年2月24日）
- 捕食ゲーム2 〜さようなら、丸呑み〜（ダウンロード版：2012年1月20日/パッケージ版：2012年2月24日）
- 超! びんかん・彼女（ダウンロード版：2012年6月29日）